# Saint-Michel-en-Beaumont
Saint-Michel-en-Beaumont ist eine französische Gemeinde mit 32 Einwohnern (Stand: 1. Januar 2022) im Département Isère in der Region Auvergne-Rhône-Alpes (vor 2016 Rhône-Alpes). Sie gehört zum Arrondissement Grenoble und zum Kanton Matheysine-Trièves. 

## Lage
Die Gemeinde Saint-Michel-en-Beaumont liegt etwa 36 Kilometer südsüdöstlich von Grenoble oberhalb eines Seitentals des Flusses Drac. Umgeben wird Saint-Michel-en-Beaumont von den Nachbargemeinden Valbonnais im Norden, Entraigues im Nordosten und Osten, La Salette-Fallavaux im Südosten, Les Côtes-de-Corps im Südosten und Süden, Sainte-Luce im Süden, La Salle-en-Beaumont im Südwesten und Westen sowie Saint-Laurent-en-Beaumont im Westen und Nordwesten.

## Bevölkerungsentwicklung
| Jahr                       | 1962 | 1968 | 1975 | 1982 | 1990 | 1999 | 2006 | 2013 | 2021 |
| Einwohner                  | 99   | 65   | 55   | 48   | 30   | 30   | 35   | 34   | 31   |
| Quellen: Cassini und INSEE |      |      |      |      |      |      |      |      |      |

## Sehenswürdigkeiten

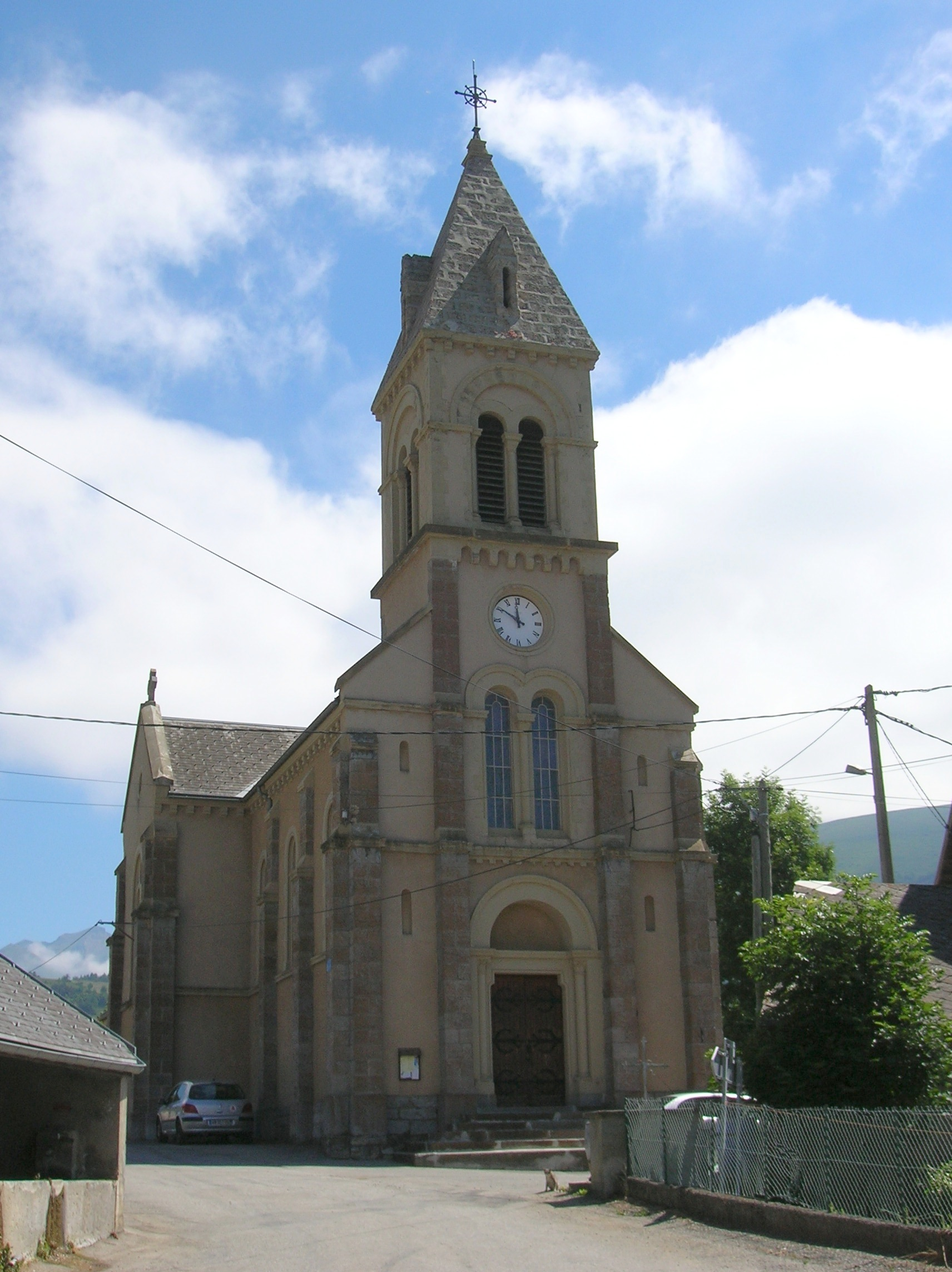
Kirche Saint-Michel
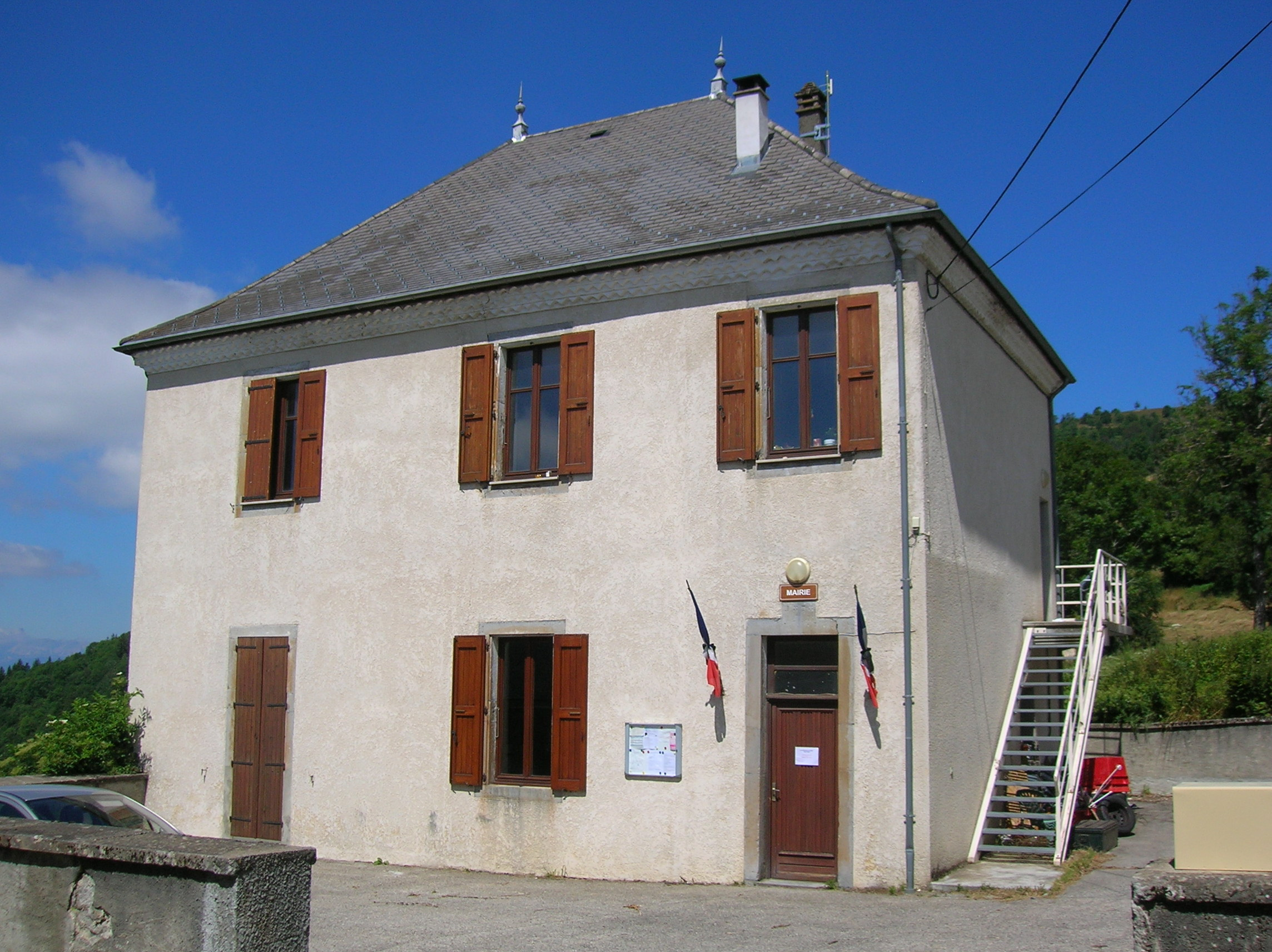
Rathaus (Mairie) von Saint-Michel-en-Beaumont
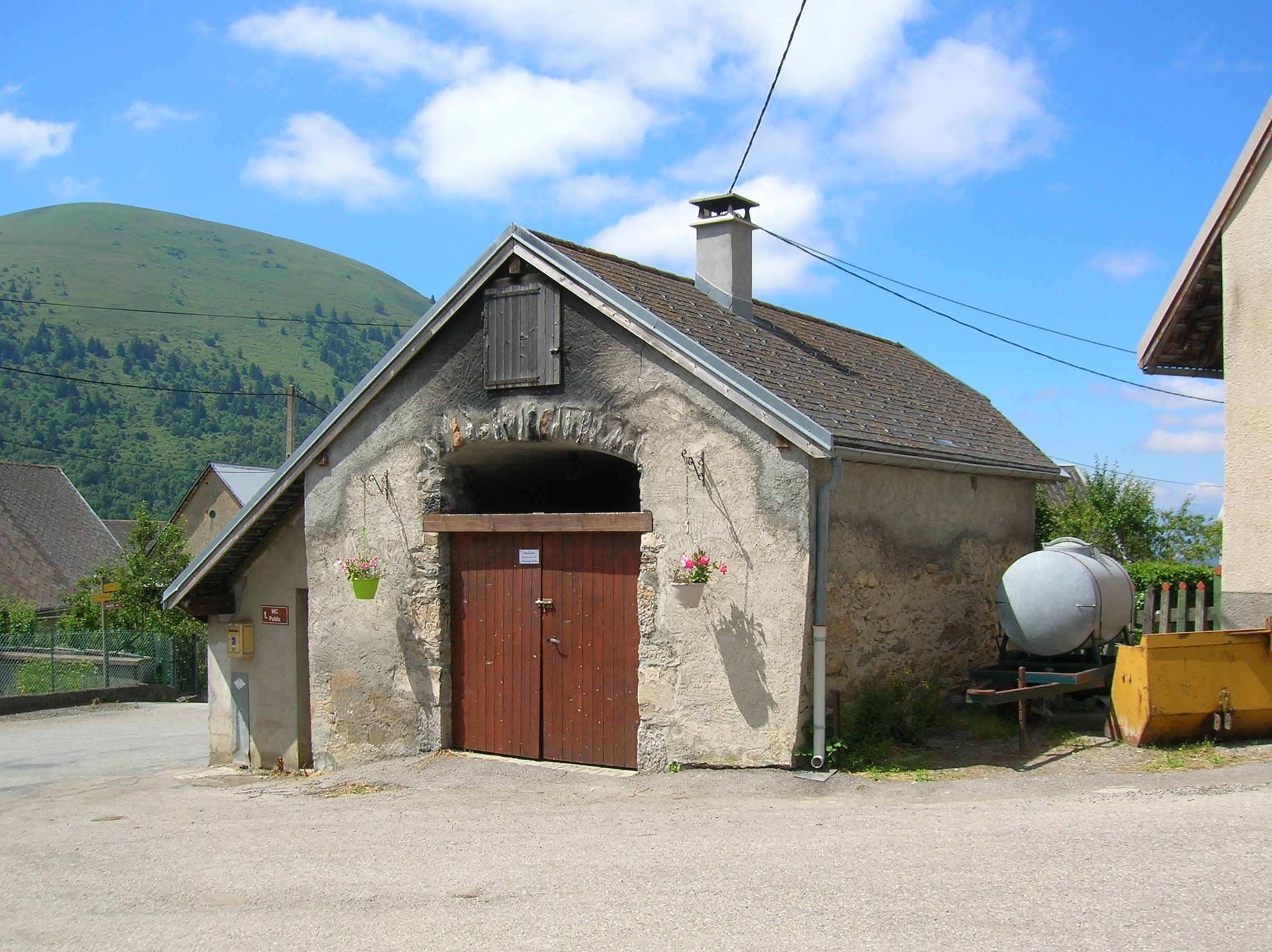
Ehemaliges öffentliches Brotbackhaus
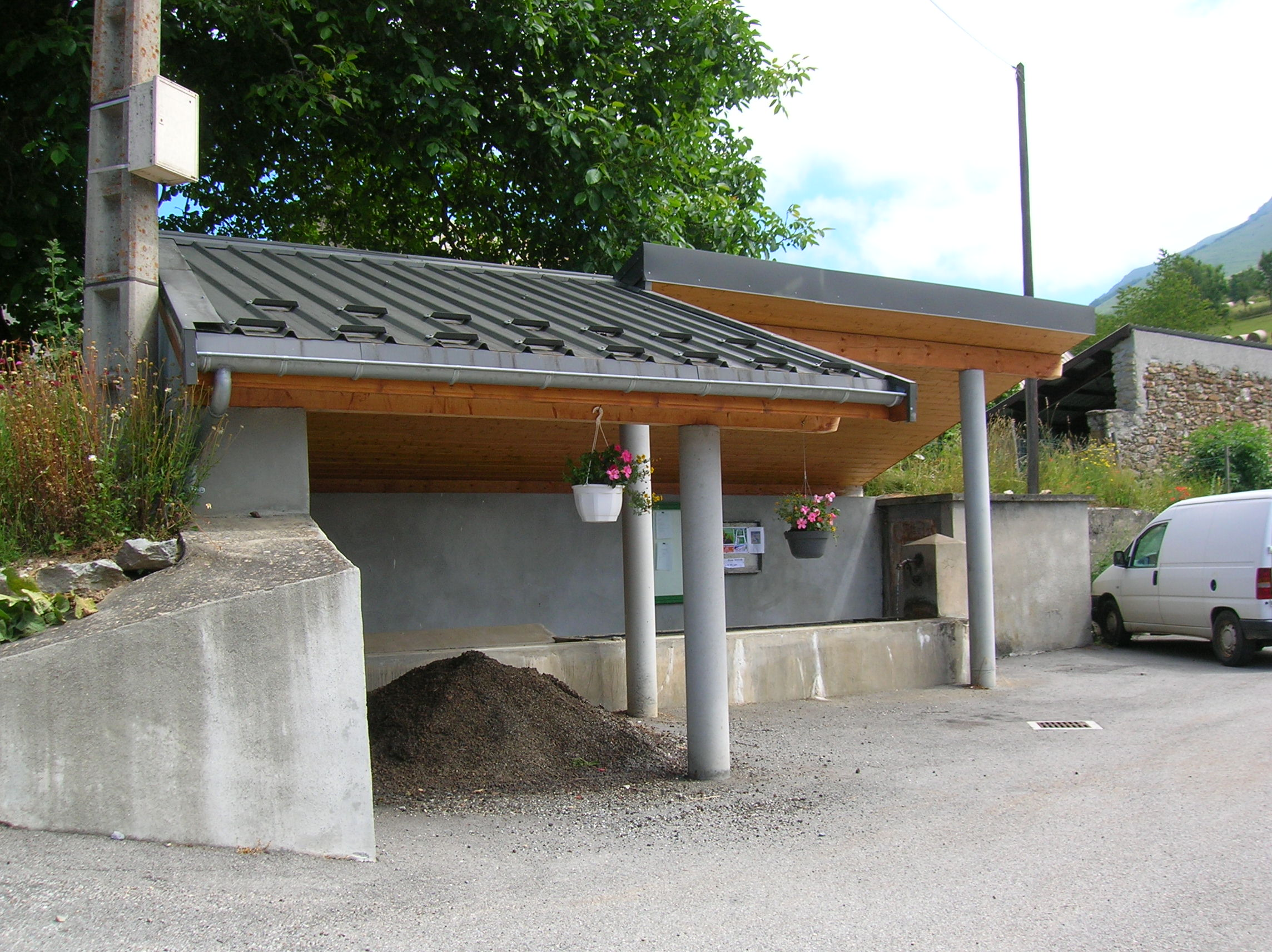
Ehemaliges öffentliches Waschhaus
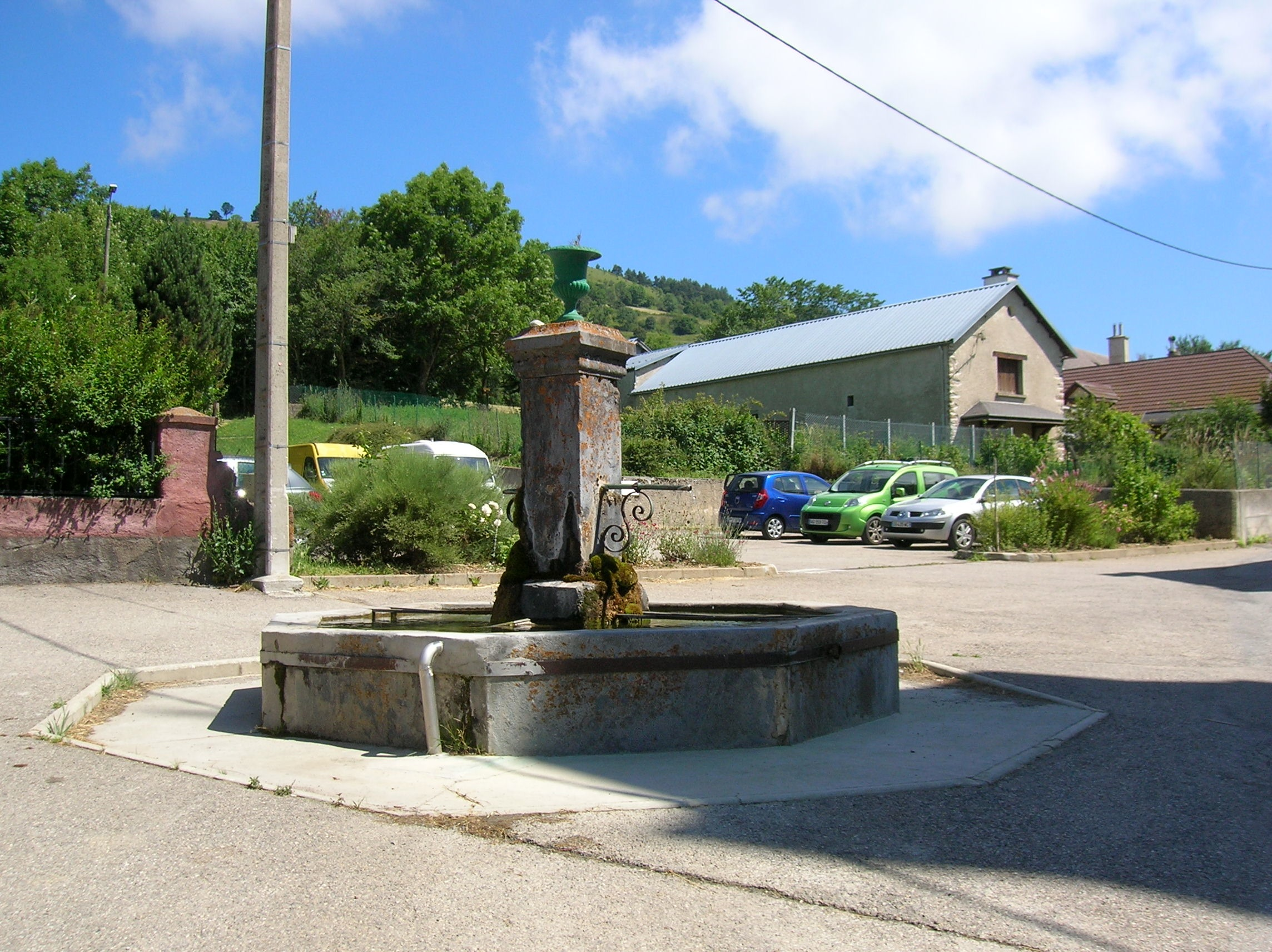
Brunnen

- Kirche Saint-Michel
- Rathaus (Mairie) von Saint-Michel-en-Beaumont
- Ehemaliges öffentliches Brotbackhaus
- Ehemaliges öffentliches Waschhaus
- Brunnen